# Grandinaphodius inferorum
Grandinaphodius inferorum är en skalbaggsart som beskrevs av Ziani 2002. Grandinaphodius inferorum ingår i släktet Grandinaphodius och familjen Aphodiidae. Inga underarter finns listade i Catalogue of Life.